# Santamartaboself
De santamartaboself (Chaetocercus astreans) is een vogel uit de familie Trochilidae (kolibries).

## Verspreiding en leefgebied
Deze soort is endemisch in noordoostelijk Colombia.